# Krypt
En krypt (af græsk kryptein skjule) er et helt eller delvist underjordisk rum. Dette rum har ofte hvælv og ligger som regel under koret i en kirke. Krypten blev brugt til begravelser af helgener og findes hyppigst i romansk arkitektur.
| - Wikimedia Commons har flere filer relateret til Krypt | \| Portal \| Portal:Kristendom \| |
| Portal                                                  | Portal:Kristendom                 |

| Arkitektur | Spire Denne arkitekturartikel er en spire som bør udbygges. Du er velkommen til at hjælpe Wikipedia ved at udvide den. |